# Parandrus
De parandrus (ook wel tharandrus genoemd) is een fabeldier dat bij onraad zijn kleur aanpast aan de omgeving.  Het dier zou in Ethiopië leven. Onder normale omstandigheden heeft de parandrus een ruwe, lange bruine vacht. Het is zo groot als een os en heeft vertakte hoorns en hoeven.